# Kendall Grant
Kendall Grant Arce (San José, 19 de febrero de 1993)  es un futbolista costarricense que juega como defensa y actualmente milita en el Uruguay de Coronado de la Primera División de Costa Rica.

## Clubes
| Club                | País       | Año               |
| ------------------- | ---------- | ----------------- |
| Uruguay de Coronado | Costa Rica | 2013 - Actualidad |